# Strijkkwartet in Bes majeur (Sibelius)
Het Strijkkwartet in Bes-majeur opus 4 is een compositie van Jean Sibelius. Hij zou uiteindelijk slechts twee strijkkwartetten met een opuscijfer schrijven.
Hij begon aan de compositie voordat hij de cursus ging volgen in Berlijn, bij Albert Becker. Het regime aan het opleidingsinstituut in Berlijn was veel strikter dan dat van dat in Helsinki, dat hij gewend was.  Het heeft ertoe geleid dat deze compositie pas werd voltooid toen hij na de cursus terugkwam in Loviisa, Finland (september 1890). Het lijkt er op dat de cursus in Berlijn geen invloed heeft gehad op zijn componeren. Het werk lijkt een voortzetting van zijn Adagio in d-mineur, dat hij vlak na zijn terugkeer uit Berlijn heeft gecomponeerd. Net zoals dat werk, klinkt het stemmig, maar zeker nog niet somber.

## Compositie
Het strijkkwartet van een half uur bestaat uit vier delen:
1. Allegro;
2. Andante sostenuto;
3. Presto;
4. Allegro.

## Trivia
- Dit werk is niet het eerste dat Sibelius voor strijkkwartet heeft gecomponeerd. Sibelius had al twee eerdere werken geschreven voor strijkkwartet: het eerdere genoemde Adagio in d-mineur en Strijkkwartet in Es (JS184), beiden bleven zonder opusnummer. Men ging er destijds van uit dat Sibelius het strijkkwartet in Bes-majeur beter vond dan die andere werken, doordat hier een opusnummer is toegekend. Aan het begin van zijn carrière was Sibelius nogal slordig met het vergeven van opusnummers, dan weer wel, dan weer niet;
- in de compositie komt een fragment voor waarin hij pizzicato voorschrijft, een techniek die hij later veelvuldig toepaste in zijn Symfonie nr.2 (Sibelius);
- de première werd gegeven aan het Helsinki Muziek Instituut 13 oktober 1890; een paar dagen voor zijn vertrek naar Wenen.

## Bron en discografie
Uitgave Bis Records; het Tempera Quartet.